# Klašnić
Klašnić (cyr. Клашнић) – wieś w Serbii, w okręgu kolubarskim, w gminie Mionica. W 2011 roku liczyła 107 mieszkańców.